# Championnats de France de patinage artistique 1968
Navigation
Championnats de France 1967 Championnats de France 1969
Les championnats de France de patinage artistique 1968 ont eu lieu à la patinoire Baraban à Lyon pour 4 épreuves : simple messieurs, simple dames, couple artistique et danse sur glace.

## Podiums
| Épreuves                            | Or                                        | Argent                                | Bronze                             |
| Messieurs résultats détaillés       | Patrick Péra                              | Philippe Pélissier                    | Jacques Mrozek                     |
| Dames résultats détaillés           | Sylvaine Duban                            | Micheline Joubert                     | Joëlle Cartaux                     |
| Couples résultats détaillés         | Fabienne Etlensperger / Jean-Roland Racle | Florence Cahn / Jean-Pierre Rondel    | Chantal Malderez / Gérard Malderez |
| Danse sur glace résultats détaillés | Claude Cousté / Jean-Pierre Noullet       | Mireille Klausner / Jean-Louis Schilz | Pascale Aynes / Pascal Germe       |

## Détails des compétitions
(Détails des compétitions encore à compléter)

### Messieurs
| Rang | Nom                |
| ---- | ------------------ |
| 1    | Patrick Péra       |
| 2    | Philippe Pélissier |
| 3    | Jacques Mrozek     |
| ...  |                    |

### Dames
| Rang | Nom               |
| ---- | ----------------- |
| 1    | Sylvaine Duban    |
| 2    | Micheline Joubert |
| 3    | Joëlle Cartaux    |
| ...  |                   |

### Couples
| Rang | Nom                                       |
| ---- | ----------------------------------------- |
| 1    | Fabienne Etlensperger / Jean-Roland Racle |
| 2    | Florence Cahn / Jean-Pierre Rondel        |
| 3    | Chantal Malderez / Gérard Malderez        |
| ...  |                                           |

### Danse sur glace
| Rang | Nom                                   |
| ---- | ------------------------------------- |
| 1    | Claude Cousté / Jean-Pierre Noullet   |
| 2    | Mireille Klausner / Jean-Louis Schilz |
| 3    | Pascale Aynes / Pascal Germe          |
| ...  |                                       |

## Sources
- Le livre d'or du patinage d'Alain Billouin, édition Solar, 1999